# 消化道
消化道是連接口腔和肛門的管道，由許多負責處理食物的構造組成。消化腺能分泌消化液以消化食物。一個正常男性成人的消化道大約長6.5米，由上消化道和下消化道組成。
人類的上消化道由口腔、咽、食道和胃組成。口包含口腔黏膜、唾液腺、舌頭和牙齒。在口後面是咽，咽連接着由肌肉組成的中空管道，即食道。食道通过肌肉的收縮和放鬆，把食物向下推，穿過橫膈膜到達胃。
下消化道包括腸和肛門。腸是消化系統中，由胃至肛門之間的消化管道，為大部份化學消化過程的所在地，將食物的營養吸收。
小腸有环状褶及绒毛，可以增加腸道的表面積，空腸可吸收像醣、胺基酸及脂肪酸等的養分。迴腸有肠绒毛可以吸收维生素B12及膽汁酸，也可以吸收其他養分。
大腸有盲腸，連接着闌尾。
結腸，包括升結腸、橫結腸、降結腸和乙狀結腸，結腸的作用是吸收水分，但其中也有一些可以生成維生素K的細菌。直肠，是人的消化系统的一部分，它是肠的最后一部分，位于肛门的前面，其作用是积累粪便。当直肠中的粪便积累到一定程度后就会向大脑通知这个状态，以便排便。最後由肛門排出糞便。

## 上消化道
上消化道由口、咽、食道和胃組成。口包含口腔黏膜、唾液腺、舌頭和牙齒。在口後面是咽，咽連接着一條由肌肉組成的中空管道，即食道。食道通过肌肉的收縮和放鬆，把食物向下推，穿過橫隔膜到達胃。

### 口
口腔是指唇、腭、面颊和口腔底之间的空间，向上与鼻腔相通。
向后口腔与两个颌弓后的咽腔相连。口腔的后面的开口是咽峡，前面的开口是嘴。整个口腔的内壁由粘膜层组成。唇与牙（对于没有牙的人指其牙床）之间的口腔部分有腮腺的出口。牙后的口腔内有唾液腺的出口，此外舌也在这里。口腔中重要的器官有舌、牙和唾液腺。口腔周围的咽、唇和臉颊也是非常重要的。

### 咽
咽為一條連接口腔和鼻腔至食道和氣管（食道和氣管交界）的圓錐形通道，是消化系統和呼吸系統的一部份。

### 食道
食道是人和动物消化系統的一部分，上面連接咽，下面连通胃，紧贴脊柱的腹侧，具有输送食物的功能。食道是由肌肉組成的中空通道，在最尾端與胃相接的地方有一個括約肌確保胃酸不會逆流至食道。食道在平時呈扁平狀，當有食物通過時會擴大。食物並非靠著地心吸力落入胃中，而是藉由食道壁的肌肉進行像波浪般蠕動，強制將食物推入胃中，此外食道還會分泌黏液，讓食物可以容易通過。

### 胃
胃是人和脊椎动物消化系統的一部分，是贮藏和消化食物的器官。
胃上接食道，下接十二指肠。位置大约位于人体的左上腹，肋骨以下。胃主要將大塊食物研磨成小塊，將食物中的大分子降解成較小的分子，以便進一步吸收。
在中医學，胃是六腑的一員，和五臟的脾爲表裏。

## 下消化道
下消化道包括腸和肛門。

### 腸
腸是指消化系統中，由胃至肛門之間的消化管道，為大部份化學消化過程的所在地，將食物的營養吸收。

#### 小腸
小腸有三个部分：
- 十二指腸
- 空腸，是小腸的中段，介於十二指腸和迴腸之間，有环状褶（英语：Circular folds）及绒毛．可以增加腸道的表面積，空腸可吸收像醣、胺基酸及脂肪酸等的養分。
- 迴腸，有肠绒毛可以吸收维生素B12及膽汁酸，也可以吸收其他養分。

#### 大腸
大腸有三個部份：
盲腸，連接着闌尾
結腸，包括升結腸、橫結腸、降結腸和乙狀結腸，結腸的作用是吸收水分，但其中也有一些可以生成維生素K的細菌。
直肠，是人的消化系统的一部分，它是肠的最后一部分，位于肛门的前面，其作用是积累粪便。当直肠中的粪便积累到一定程度后就会向大脑通知这个状态，以便排便。

#### 肛門
肛門排出糞便。

## 病狀
有些疾病和症狀會影響消化系统，包括：
- 盲腸炎
- 癌症
- 乳糜瀉
- 霍亂
- 大腸癌
- 腹瀉
- 憩室炎
- 腸胃炎
- 賈第蟲病
- 炎症性腸病（包括克隆氏症和潰瘍性結腸炎）
- 大腸激躁症
- 胰腺炎
- 胃及十二指腸潰瘍
- 黃熱病

### 免疫功能
胃腸道是免疫系統重要的部份。消化道的表面面積，大約是一個标准足球場的表面面積。

## 組織

腸壁正常組織
gland：腺
Muscularis：肌層
submucosa:黏膜下層
circular muscle：環形肌
longitudinal muscle：縱肌
serosa：漿膜
peritoneum：腹膜
mucosa：黏膜
villi：絨毛
tubular gland：管狀腺
mesentery：腸系膜

消化道可以分為四個部份：
- 黏膜
- 黏膜下層
- 筋層（英语：Muscularis externa）
- 外膜或漿膜

### 黏膜
黏膜是消化道的最內層，包圍管腔內，或在管內的開放空間。此層直接接觸消化的食物（食糜）。
黏膜分為三層：
- 上皮 - 最內層。
- 固有層 - 一層結締組織。
- 粘膜肌層 - 一層薄的平滑肌。

### 黏膜下層
黏膜下層包括邁斯納神經叢（一種腸神經系統），位於肌層的內表面上。

### 肌層
肌層包括一個內側環形層和一個縱向外肌層。內側環形層防止食物向後移動，而縱向外肌層縮短消化道。

### 外膜或漿膜
在胃腸道的最外層，包括數層的結締組織。
胃腸道的腹腔部分覆蓋漿膜層。漿膜層包含大部分的胃，十二指腸的第一部分，以及所有的小腸、盲腸和闌尾、橫結腸、乙狀結腸，和直腸。